# Karl Thiele (Schauspieler)
Karl Thiele (* Februar 1948) ist ein deutscher Schauspieler, Theaterregisseur und Autor.

## Leben und Wirken
Karl Thiele wurde als Sohn eines Bauunternehmers im Land Brandenburg geboren. Er studierte von 1967 bis 1971 an der Hochschule für Film und Fernsehen in Potsdam/Babelsberg und bekam im Anschluss ein Engagement am Landestheater Dessau, wo er im Laufe von über vier Jahrzehnten etwa 160 verschiedene Rollen spielte.
1988 absolvierte Thiele das Erich-Engel-Seminar für Regie, eine fünftägige Weiterbildungsveranstaltung des Verbandes der Theaterschaffenden der DDR für junge Regisseure und führte bei etwa 40 Stücken Regie.
Daneben war Karl Thiele an zahlreichen Film- und Fernsehproduktionen beteiligt, im Hörfunk tätig und arbeitete als Synchronsprecher.
Von 1989 bis 1992 und 2002 bis 2005 war er Leiter des Schauspielensembles des Dessauer Theaters.
Obwohl Karl Thiele im Oktober 2014 in den Ruhestand verabschiedet wurde, ist er weiterhin am Theater tätig.

## Ehrungen
- Publikumspreis Theo der Mitteldeutschen Zeitung, für die beste Inszenierung der Spielzeit 2004/2005 (Die Schöne und das Tier) (2005)
- Ehrenmitgliedschaft des Anhaltischen Theaters Dessau (2014)
- Stadtplakette der Stadt Dessau-Roßlau (2016)[2][3]

## Filmografie
- 1969: Unterwegs zu Lenin
- 1971: Rottenknechte
- 1971: Standesamt-Eintritt frei!
- 1971: Für die Liebe noch zu mager?
- 1971: Du und ich und Klein-Paris
- 1972: Meine Schwester Tilli
- 1973: Die sieben Affären der Doña Juanita (vierteiliger Fernsehfilm)
- 1975: Bankett für Achilles
- 1977: Jörg Ratgeb, Maler
- 1980: Solo für Martina (Fernsehfilm)
- 1988: Mit Leib und Seele
- 1997: Der Hauptmann von Köpenick

## Fernsehserien
- 1970: Der Sonne Glut
- 1978: Der Staatsanwalt hat das Wort: Ich kündige (Fernsehreihe)
- 1983: Der Staatsanwalt hat das Wort: Verlorene Zeit
- 1985–1988: Zahn um Zahn
- 1989: Die gläserne Fackel
- 1993: Fallstricke
- 1995: A.S.
- 1996: Die Drei

## Werke
- Hier bleibe ich kein Jahr! Spielen auf einer der größten Bühnen der Welt – Eine biografische Rückschau. Manuela Kinzel Verlag, Göppingen 2017, ISBN 978-3-95544-059-6
- Der Alte Dessauer, Drama nach Karl May. Uraufführung 2012 in Dessau
- Schneeweißchen und Rosenrot, Märchen ATD 1977 frei nach Gebrüder Grimm
- Von einem, der auszog das Fürchten zu lernen, Märchen frei nach Gebrüder Grimm, 1978
- König Drosselbart, Märchen ATD 1983 frei nach Gebrüder Grimm
- Die Schöne und das Tier, Märchen ATD 2004, frei nach Gabrielle-Suzanne de Villeneuve
- Der König der sieben Schleier, ital. Märchen, frei nach J. Vladislav, ATD 2007